# Atletismo nos Jogos Olímpicos de Verão de 2020 - Revezamento 4x100 m masculino
O evento do revezamento 4x100 metros masculino nos Jogos Olímpicos de Verão de 2020 ocorreu entre os dias 5 e 6 de agosto de 2021 no Estádio Olímpico. Um total de dezesseis equipes de até cinco atletas cada (além de eventuais reservas) participaram.
Originalmente a equipe da Grã-Bretanha ganhou a medalha de prata, mas foi desclassificada em 18 de fevereiro de 2022 após Chijindu Ujah testar positivo para o agente anabólico ostarina e o esteroide S-23, considerados dopantes. O Comitê Olímpico Internacional realocou oficialmente as medalhas em 19 de maio de 2022, sendo a prata transferida para a equipe do Canadá e o bronze para a China.

## Qualificação
Os Comitês Olímpicos Nacionais (CONs) podem qualificar uma equipe de revezamento de uma das três maneiras a seguir:
- Os 8 primeiros CONs do Campeonato Mundial de Atletismo de 2019 qualificaram uma equipe de revezamento.
- Os 8 primeiros CONs no Campeonato Mundial de Revezamentos de 2021 qualificaram uma equipe de revezamento.
- Caso um CON tenha se colocado entre os 8 primeiros tanto no Campeonato Mundial quanto no Mundial de Revezamentos, a vaga foi alocada para o CON melhor ranqueado em 29 de junho de 2021. Foi o caso de quatro equipes, fazendo com que quatro vagas ficassem disponíveis através do ranking mundial.

Um total de cinco atletas podem ser inscritos para uma equipe de revezamento. Caso um CON também tenha inscrito atletas na prova individual correspondente (100 metros), os atletas devem ser incluídos no total de cinco (5) para o evento de revezamento. Além dos cinco, os CONs podem nomear mais um atleta reserva para cada equipe.
O período de qualificação foi originalmente de 1 de maio de 2019 a 29 de junho de 2020. Devido à pandemia de COVID-19, o período foi suspenso de 6 de abril de 2020 a 30 de novembro de 2020, com a data final estendida para 29 de junho de 2021. Os padrões de tempo de qualificação poderiam ser obtido em várias competições durante o período determinado que tenham a aprovação da IAAF. Tanto competições ao ar livre quanto em recinto fechado eram elegíveis para a qualificação. Os campeonatos continentais mais recentes podem ser contados no ranking, mesmo que não durante o período de qualificação

## Formato
O evento continua a usar o formato de duas fases (eliminatórias e final) introduzido em 2012. São 2 baterias iniciais, com as 3 primeiras equipes em cada uma e as 2 com os melhores tempos no geral avançando para a final.

## Calendário
Horário local (UTC +9)
| 5 de agosto   | 6 de agosto |
| 11:30         | 22:50       |
| ------------- | ----------- |
| Eliminatórias | Final       |

## Medalhistas
|  | ITA Itália                                               |  | CAN Canadá                                              |  | CHN China                                         |
|  | Lorenzo Patta Marcell Jacobs Fausto Desalu Filippo Tortu |  | Aaron Brown Jerome Blake Brendon Rodney Andre De Grasse |  | Tang Xingqiang Xie Zhenye Su Bingtian Wu Zhiqiang |

## Recordes
Antes desta competição, os recordes mundiais, olímpicos e regionais existentes eram os seguintes:
| Tipo             | Atletas                                               | Tempo | Local   | Data                 |
| ---------------- | ----------------------------------------------------- | ----- | ------- | -------------------- |
| Recorde mundial  | Nesta Carter, Michael Frater, Yohan Blake, Usain Bolt | 36.84 | Londres | 11 de agosto de 2012 |
| Recorde olímpico | Nesta Carter, Michael Frater, Yohan Blake, Usain Bolt | 36.84 | Londres | 11 de agosto de 2012 |

### Por região
| Área                               | Tempo | Atletas                                                                             | Nação         |
| ---------------------------------- | ----- | ----------------------------------------------------------------------------------- | ------------- |
| África                             | 37.65 | Thando Dlodlo, Simon Magakwe, Clarence Munyai, Akani Simbine                        | África do Sul |
| Ásia                               | 37.43 | Shuhei Tada, Kirara Shiraishi, Yoshihide Kiryū, Abdul Hakim Sani Brown              | Japão         |
| Europa                             | 37.36 | Adam Gemili, Zharnel Hughes, Richard Kilty, Nethaneel Mitchell-Blake                | Reino Unido   |
| América do Norte, Central e Caribe | 36.84 | Nesta Carter, Michael Frater, Yohan Blake, Usain Bolt                               | Jamaica       |
| Oceania                            | 38.17 | Paul Henderson, Tim Jackson, Steve Brimacombe, Damien Marsh                         | Austrália     |
| Oceania                            | 38.17 | Anthony Alozie, Isaac Ntiamoah, Andrew McCabe, Joshua Ross                          | Austrália     |
| América do Sul                     | 37.72 | Rodrigo do Nascimento, Vítor Hugo dos Santos, Derick Silva, Paulo André de Oliveira | Brasil        |

Os seguintes recordes nacionais foram estabelecidos durante a competição:
| CON       | Atletas                                                                 | Rodada        | Tempo | Notas               |
| --------- | ----------------------------------------------------------------------- | ------------- | ----- | ------------------- |
| Itália    | Lorenzo Patta, Marcell Jacobs, Fausto Desalu, Filippo Tortu             | Eliminatórias | 37.95 |                     |
| Itália    | Lorenzo Patta, Marcell Jacobs, Fausto Desalu, Filippo Tortu             | Final         | 37.50 | Melhor marca do ano |
| Gana      | Sean Safo-Antwi, Benjamin Azamati-Kwaku, Emmanuel Yeboah, Joseph Amoah  | Eliminatórias | 38.08 |                     |
| Dinamarca | Simon Hansen, Tazana Kamanga-Dyrbak, Kojo Musah, Frederik Schou-Nielsen | Eliminatórias | 38.16 |                     |
| China     | Tang Xingqiang, Xie Zhenye, Su Bingtian, Wu Zhiqiang                    | Final         | 37.79 | =                   |

## Resultados

### Eliminatórias
Regra de qualificação: as 3 primeiras equipes de cada bateria (Q) e as seguintes 2 com tempos mais rápidos (q) avançam a final.

#### Bateria  1
| Pos. | Raia | CON                   | Atletas                                                                               | Reação | Tempo | Notas                |
| ---- | ---- | --------------------- | ------------------------------------------------------------------------------------- | ------ | ----- | -------------------- |
| 1    | 5    | JAM Jamaica           | Jevaughn Minzie, Julian Forte, Yohan Blake, Oblique Seville                           | .146   | 37.82 | Q,                   |
| 2    | 3    | GBR Grã-Bretanha      | Chijindu Ujah, Zharnel Hughes, Richard Kilty, Nethaneel Mitchell-Blake                | .152   | 38.02 | Q,                   |
| 3    | 4    | JPN Japão             | Shuhei Tada, Ryota Yamagata, Yoshihide Kiryū, Yuki Koike                              | .147   | 38.16 | Q,                   |
| 4    | 9    | FRA França            | Mouhamadou Fall, Jimmy Vicaut, Méba-Mickaël Zeze, Ryan Zeze                           | .156   | 38.18 | Recorde da temporada |
| 5    | 2    | BRA Brasil            | Rodrigo do Nascimento, Felipe Bardi dos Santos, Derick Silva, Paulo André de Oliveira | .140   | 38.34 | Recorde da temporada |
| 6    | 8    | TTO Trinidad e Tobago | Kion Benjamin, Eric Harrison Jr., Akanni Hislop, Richard Thompson                     | .150   | 38.63 | Recorde da temporada |
| —    | 6    | NED Países Baixos     | Joris van Gool, Taymir Burnet, Chris Garia, Churandy Martina                          | .146   | —     | DNF                  |
| —    | 7    | RSA África do Sul     | Clarence Munyai, Shaun Maswanganyi, Chederick van Wyk, Akani Simbine                  | .150   | —     | DNF                  |

#### Bateria 2
| Pos. | Raia | CON                | Atletas                                                                 | Reação | Tempo | Notas                |
| ---- | ---- | ------------------ | ----------------------------------------------------------------------- | ------ | ----- | -------------------- |
| 1    | 4    | CHN China          | Tang Xingqiang, Xie Zhenye, Su Bingtian, Wu Zhiqiang                    | .152   | 37.92 | Q,                   |
| 2    | 9    | CAN Canadá         | Aaron Brown, Jerome Blake, Brendon Rodney, Andre De Grasse              | .177   | 37.92 | Q,                   |
| 3    | 5    | ITA Itália         | Lorenzo Patta, Marcell Jacobs, Fausto Desalu, Filippo Tortu             | .170   | 37.95 | Q,                   |
| 4    | 6    | GER Alemanha       | Julian Reus, Joshua Hartmann, Deniz Almas, Lucas Ansah-Peprah           | .134   | 38.06 | q,                   |
| 5    | 8    | GHA Gana           | Sean Safo-Antwi, Benjamin Azamati-Kwaku, Emmanuel Yeboah, Joseph Amoah  | .137   | 38.08 | q,                   |
| 6    | 3    | USA Estados Unidos | Trayvon Bromell, Fred Kerley, Ronnie Baker, Cravon Gillespie            | .148   | 38.10 | Recorde da temporada |
| 7    | 7    | DEN Dinamarca      | Simon Hansen, Tazana Kamanga-Dyrbak, Kojo Musah, Frederik Schou-Nielsen | .143   | 38.16 | Recorde nacional     |
| —    | 2    | TUR Turquia        | Ertan Özkan, Jak Ali Harvey, Kayhan Özer, Ramil Guliyev                 | .146   | DSQ   | TR 24.7              |

### Final
A final foi disputada em 6 de agosto, às 22:50 locais.
| Pos.              | Raia | CON              | Atletas                                                                | Reação | Tempo     | Notas                |
| ----------------- | ---- | ---------------- | ---------------------------------------------------------------------- | ------ | --------- | -------------------- |
| Medalha de ouro   | 8    | ITA Itália       | Lorenzo Patta, Marcell Jacobs, Fausto Desalu, Filippo Tortu            | 0.154  | 37.50     | ,                    |
| Medalha de prata  | 4    | CAN Canadá       | Aaron Brown, Jerome Blake, Brendon Rodney, Andre De Grasse             | 0.148  | 37.70     | Recorde da temporada |
| Medalha de bronze | 7    | CHN China        | Tang Xingqiang, Xie Zhenye, Su Bingtian, Wu Zhiqiang                   | 0.153  | 37.79     | =                    |
| 4                 | 5    | JAM Jamaica      | Jevaughn Minzie, Julian Forte, Yohan Blake, Oblique Seville            | 0.158  | 37.84     |                      |
| 5                 | 3    | GER Alemanha     | Julian Reus, Joshua Hartmann, Deniz Almas, Lucas Ansah-Peprah          | 0.136  | 38.12     |                      |
| —                 | 9    | JPN Japão        | Shuhei Tada, Ryota Yamagata, Yoshihide Kiryū, Yuki Koike               | 0.139  | —         | DNF                  |
| —                 | 2    | GHA Gana         | Sean Safo-Antwi, Benjamin Azamati-Kwaku, Emmanuel Yeboah, Joseph Amoah | 0.160  | DSQ       | TR 17.3.1            |
| —                 | 6    | GBR Grã-Bretanha | Chijindu Ujah, Zharnel Hughes, Richard Kilty, Nethaneel Mitchell-Blake | 0.141  | 37.51 DSQ | SB                   |

Legenda
| Recorde mundial      | Recorde mundial (World record)               |                       | Recorde africano                      | Recorde africano (African) |                                           | Q | Classificado por posição (Qualified) |
| Recorde olímpico     | Recorde olímpico (Olympic record)            | Recorde da América    | Recorde da América (Americas)         | q                          | Classificado por melhor tempo (Qualified) |   |                                      |
| Melhor marca do ano  | Melhor marca do ano (World leading)          | Recorde asiático      | Recorde asiático (Asian)              | DNS                        | Não largou (Did not start)                |   |                                      |
| Recorde nacional     | Recorde nacional (National record)           | Recorde europeu       | Recorde europeu (European)            | DNF                        | Não terminou (Did not finish)             |   |                                      |
| Recorde pessoal      | Recorde pessoal do atleta (Personal best)    | Recorde da Oceania    | Recorde da Oceania (Oceania)          | DSQ / DQ                   | Desclassificado (Disqualified)            |   |                                      |
| Recorde da temporada | Recorde da temporada do atleta (Season best) | Recorde sul-americano | Recorde sul-americano (South America) | NM                         | Sem marca (No mark)                       |   |                                      |